# Jean-Marc Roirant

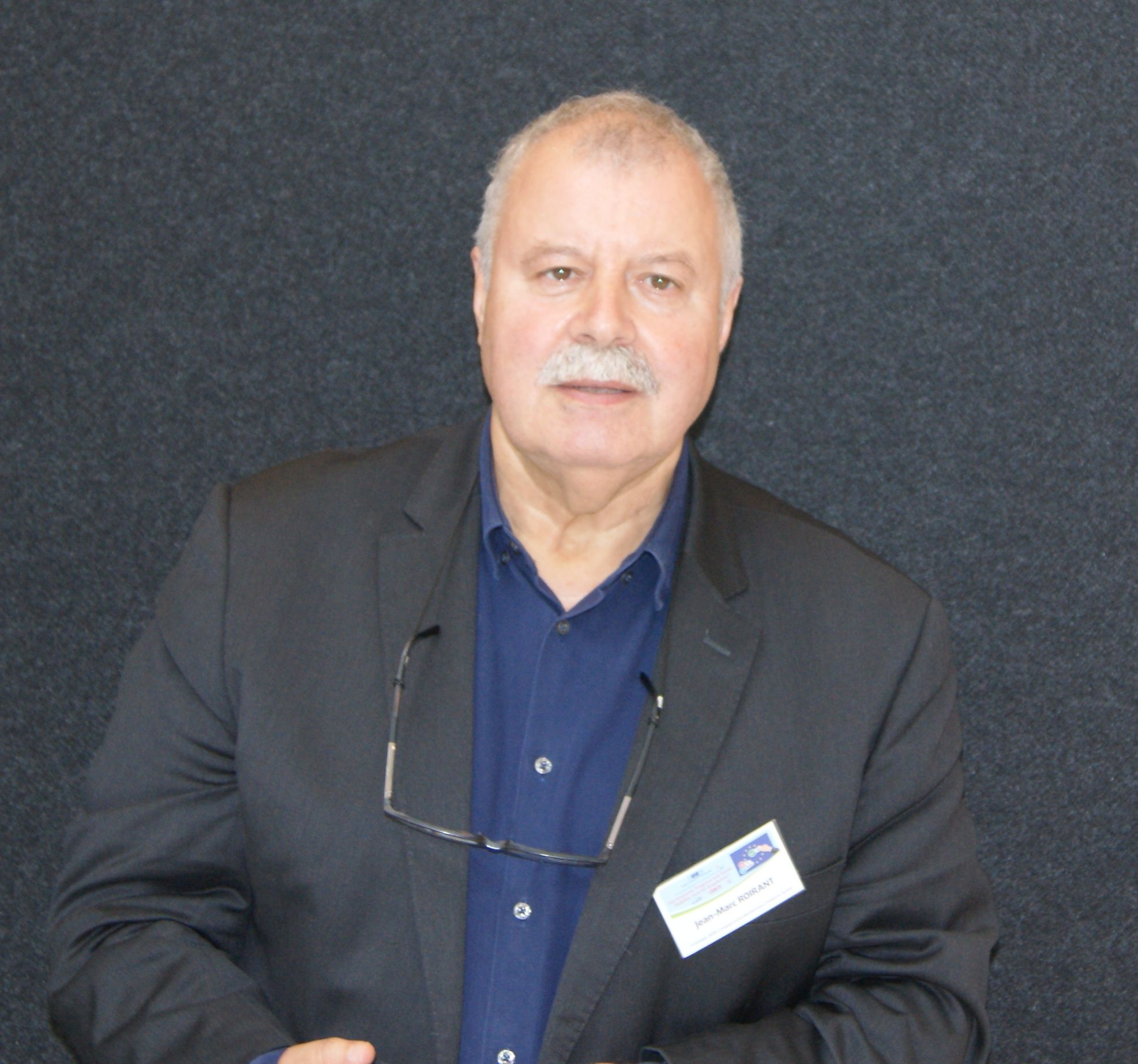
Jean-Marc Roirant 2018 in Feldkirch, Vorarlberg

Jean-Marc Roirant (* 1952) ist ein französischer Politiker und Funktionär.
Von 1993 bis 2016 war er Generalsekretär des Verbandes Liga für Bildung (franz.: Ligue de l'enseignement). Zuvor leitete er bereits von 1983 bis 1993 den Verband des Départements Charente-Maritime und ab 1998 als Präsident die Liga in Paris. 2004 bis 2015 war er Mitglied im französischen Rat für Wirtschaft, Soziales und Umwelt (CESE).
Von 2006 bis 2013 war er Mitglied der EWSA-Kontaktgruppe zivilgesellschaftlicher Organisationen und Netzwerke, die 2004 eingerichtet wurde, um einen Rahmen für einen politischen Dialog und die Zusammenarbeit zwischen dem EWSA und den europäischen Organisationen und Netzwerken zu schaffen, mit denen die Gruppe Beziehungen unterhält. Seit 21. September 2015 ist er Mitglied im Europäischen Wirtschafts- und Sozialausschuss (EWSA) und Mitglied in der Gruppe III Diversity Europa (Vielfalt Europa) im EWSA.
Darüber hinaus war er Vorsitzender der Europäischen Plattform Bildung und lebenslanges Lernen (engl.: European Civil Society Platform on Lifelong Learning, EUCIS-LLL; franz.: Education et formation tout au long de la vie), nun Vize-Präsident. Er ist Präsident des European Civic Forum (FCE) und Civil Society Europe und anderes mehr.

## Werke
Jean-Michel Ducomte, Jean-Marc Roirant: La liberté de s'associer, Toulouse 2011, Éditions Privat, ISBN 978-2-7089-8401-1.